# Mecyna balcanica
Mecyna balcanica is een vlinder uit de familie van de grasmotten (Crambidae), uit de onderfamilie van de Spilomelinae. De wetenschappelijke naam van deze soort is voor het eerst voorgesteld door František Slamka en Colin W. Plant in een publicatie uit 2016.
De soort komt voor in Slowakije, Slovenië, Kroatië, Servië, Montenegro, Noord-Macedonië, Albanië, Bulgarije, Griekenland, Turkije en Armenië.